# Phaedrotoma benignus
Phaedrotoma benignus är en stekelart som först beskrevs av Papp 1981.  Phaedrotoma benignus ingår i släktet Phaedrotoma och familjen bracksteklar. Inga underarter finns listade i Catalogue of Life.